# Oxtjärnen (Ramnäs socken, Västmanland)
Oxtjärnen är en sjö i Surahammars kommun i Västmanland och ingår i Norrströms huvudavrinningsområde.